# Gordon Burn
Gordon Burn (Newcastle upon Tyne, 16 gennaio 1948 – 17 luglio 2009) è stato uno scrittore britannico.

## Biografia
Nato nel 1948 a Newcastle upon Tyne da madre commessa e padre verniciatore aerografo, da giovane ha soggiornato negli Stati Uniti; lì è entrato in contatto con il mondo dell'arte grazie al cugino Eric Burdon, leader degli Animals, e ha iniziato a lavorare come giornalista dello spettacolo.
Nel 1984 ha pubblicato il suo primo saggio, Somebody's Husband, Somebody's Son: The Story of Peter Sutcliffe, incentrato sullo "Squartatore dello Yorkshire" Peter Sutcliffe, mentre il suo primo romanzo, Alma Cogan (ucronia nella quale la cantante non muore nel 1966) è uscito nel 1991.
Autore di 4 romanzi e 5 opere di saggistica, è morto il 17 luglio 2009 a 61 anni a causa di un cancro.
Nel 2013 è stato istituito in suo onore il Premio Gordon Burn dedicato a scrittori in linea con lo spirito e la sensibilità dell'autore scomparso.

## Opere

### Romanzi
- Alma Cogan (1991)
- Fullalove (1995)
- The North of England Home Service (2003)
- Born Yesterday: The News As A Novel (2008)

### Saggi
- Somebody's Husband, Somebody's Son: The Story of Peter Sutcliffe (1984)
- Pocket Money: Inside The World of Snooker (1986)
- Happy Like Murderers: The Story of Fred And Rosemary West (1998)
- Manuale per giovani artisti con Damien Hirst (On The Way To Work, 2001), Milano, Postmedia books, 2020 traduzione di Michele Robecchi ISBN 978-88-7490-011-4.
- Best And Edwards: Football, Fame And Oblivion (2006)

## Premi e riconoscimenti
Edgar Award
- 1986 vincitore nella categoria "Best Fact Crime" con Somebody's Husband, Somebody's Son: The Story of Peter Sutcliffe[8]

Costa Book Awards
- 1991 vincitore nella categoria "Romanzo d'esordio" con Alma Cogan[9]